# عویفی
عویفی، روستایی از توابع بخش غیزانیه شهرستان اهواز در استان خوزستان ایران است.

## جمعیت
این روستا در دهستان غیزانیه قرار دارد و براساس سرشماری مرکز آمار ایران در سال ۱۳۹۵، جمعیت آن ۱۲۳ نفر (۳۲خانوار) بوده‌است.